# Брекел
Брекел (њем. Bröckel) општина је у њемачкој савезној држави Доња Саксонија. Једно је од 24 општинска средишта округа Целе. Према процјени из 2010. у општини је живјело 1.792 становника. Посједује регионалну шифру (AGS) 3351005.

## Географски и демографски подаци
Брекел се налази у савезној држави Доња Саксонија у округу Целе. Општина се налази на надморској висини од 44 метра. Површина општине износи 16,3 km². У самом мјесту је, према процјени из 2010. године, живјело 1.792 становника. Просјечна густина становништва износи 110 становника/km².